# Höhenland
Die Gemeinde Höhenland liegt im Landkreis Märkisch-Oderland (Brandenburg). Sie wird vom Amt Falkenberg-Höhe verwaltet.

## Geografie
Höhenland gehört zu den sogenannten Freienwalder Barnimdörfern, da der Ort auf der Barnimhochfläche westlich von Bad Freienwalde (Oder) liegt.

## Gemeindegliederung
Zur Gemeinde Höhenland gehören die drei Ortsteile
- Leuenberg mit 1847 ha,
- Steinbeck mit 1378 ha (auf der Gemarkung liegt das Areal des abgegangenen Vorwerkes Dall)
- Wölsickendorf-Wollenberg mit 1011 ha (Wölsickendorf) und 1146 ha (Wollenberg).

Bewohnte Gemeindeteile sind Wollenberg und Wölsickendorf, Wohnplätze sind Ausbau Tiefensee, Bahnhof, Schmiede und Sternkrug.

## Geschichte
Leuenberg, Steinbeck, Wölsickendorf und Wollenberg gehörten seit 1817 zum Kreis Oberbarnim in der Provinz Brandenburg und ab 1952 zum Kreis Bad Freienwalde im DDR-Bezirk Frankfurt (Oder). Seit 1993 liegen beide Orte im brandenburgischen Landkreis Märkisch-Oderland.
Der freiwillige Zusammenschluss der Gemeinden Leuenberg und Steinbeck zur Gemeinde Höhenland erfolgte zum 1. Mai 2002. Die Gemeinde Wölsickendorf-Wollenberg wurde per Gesetz mit der Kommunalwahl am 26. Oktober 2003 zwangseingemeindet.
- Leuenberg  wurde im Zuge der deutschen Ostsiedlung im 13. Jahrhundert von Ritter von Löwenberg gegründet. Unter den ersten Siedlern fanden sich auch einige Niederländer und Flamen – ein Hinweis verbirgt sich im Ortsnamen, der früher auch Leeuwenberg lautete. Die Bauweise der Kirche (rechteckige Feldsteine, saubere Schichtung) weist auf eine Entstehungszeit im 13. Jahrhundert hin. Im Mittelalter gehörte ein Gut auf der Feldmark des Ortes zum Besitz des Zisterzienserinnen-Klosters Friedland. 1432 wurde der Ort von den Hussiten zerstört. Ab ca. 1450 befand sich Leuenberg im Besitz des Adelsgeschlechts derer von Pfuel. 1618 erhielt die Kirche eine Uhrglocke; die Inschrift lautet: HANS VON PFUEL I.S.S. HANS DIETLOFF VON PFUEL AN 1618. Im Dreißigjährigen Krieg zerstörten Kroaten Leuenberg fast völlig, auch die Kirche wurde abgebrannt. 1678 begann Oberstleutnant von Pfuel mit den ersten Wiederaufbauarbeiten. 1687 fiel Leuenberg an den Kurfürsten, der es dann der Familie von Lüderitz übergab.[5] Nach dem Dreißigjährigen Krieg wurde auch die Windmühle am Weg nach Heckelberg-Brunow wieder aufgebaut. Das „alte Schloss“ entstand 1692. Im Jahr 1695 wurde in Leuenberg eine Schule eingerichtet, deren erster Lehrer der Schneidermeister Georg Jänicke war. Anfang des 18. Jahrhunderts suchte eine Heuschreckenplage den Ort heim. Zu dieser Zeit wurden in Leuenberg u. a. Ziegel und Teer hergestellt. In den Befreiungskriegen 1813 bis 1815 fielen neun Leuenberger, von denen drei namentlich bekannt sind: Behring, Belak und Tietze. Ein neuer Kirchturm wurde 1855 vom Zimmermann W. Behring errichtet. Der zwei Kilometer entfernte Bahnhof der Bahnstrecke nach Königsberg (Neumark) wurde 1898 in Betrieb genommen.[6][7]
- Steinbeck: urkundliche Erwähnung des Rittersitzes Stenbeke 1375. Von 1474 bis 1661 war Steinbeck im Besitz derer von Pfuel.[8]
- Wölsickendorf-Wollenberg: Wölsickendorf wurde 1375 erstmals erwähnt. Früher hieß der Ort Welskendorp oder Welsekendorf. Die Kirche, welche Mitte des 13. Jahrhunderts errichtet wurde, ist sanierungsbedürftig und steht heute unter Denkmalschutz. 1639 kam Wölsickendorf in den Besitz derer von Pfuel.[8] Am 1. Oktober 1961 wurde der Ort mit Wollenberg zusammengeschlossen.[9]

## Bevölkerungsentwicklung
| Jahr | Leuenberg | Steinbeck | Wölsickendorf- Wollenberg |      | Jahr  | Höhenland |      | Jahr  | Höhenland |
| ---- | --------- | --------- | ------------------------- | ---- | ----- | --------- | ---- | ----- | --------- |
| 1964 | 501       | 344       | 581                       | 2002 | 0 625 |           | 2020 | 1 038 |           |
| 1971 | 500       | 341       | 568                       | 2003 | 1 073 |           | 2021 | 1 028 |           |
| 1990 | 354       | 215       | 384                       | 2005 | 1 094 |           | 2022 | 1 043 |           |
| 1995 | 342       | 206       | 355                       | 2010 | 1 029 |           | 2023 | 1 057 |           |
| 2000 | 382       | 230       | 452                       | 2015 | 1 026 |           | 2024 | 1 053 |           |
| 2001 | 396       | 234       | 457                       |      |       |           |      |       |           |
| 2002 | –         | –         | 448                       |      |       |           |      |       |           |

Gebietsstand des jeweiligen Jahres, Einwohnerzahl: Stand 31. Dezember (ab 1991), ab 2011 auf Basis des Zensus 2011, ab 2022 auf Basis des Zensus 2022
Die Zunahme der Bevölkerungszahl im Jahr 2003 ist auf die Eingemeindung von Wölsickendorf-Wollenberg zurückzuführen.

## Politik

### Gemeindevertretung
Die Gemeindevertretung von Höhenland besteht aus zehn Gemeindevertretern und dem ehrenamtlichen Bürgermeister. Die Kommunalwahl am 9. Juni 2024 führte bei einer Wahlbeteiligung von 76,1 % zu folgendem Ergebnis:
| Partei / Wählergruppe         | Stimmenanteil 2019 | Sitze 2019 |        | Stimmenanteil 2024 | Sitze 2024 |
| ----------------------------- | ------------------ | ---------- | ------ | ------------------ | ---------- |
| Wählergruppe Höhenland        | –                  | –          | 61,1 % | 6                  |            |
| Bauern und ländlicher Raum    | 67,4 %             | 7          | 38,9 % | 4                  |            |
| CDU                           | 16,7 %             | 2          | –      | –                  |            |
| Einzelbewerber Frank Baptist  | 10,3 %             | 1          | –      | –                  |            |
| Einzelbewerber Ingo Michalski | 05,6 %             | –          | –      | –                  |            |
| Insgesamt                     | 100 %              | 10         | 100 %  | 10                 |            |

### Bürgermeister
- 2003–2008: Ingolf Schmidt[16]
- 2008–2019: Helga Kowatzky (Aktionsliste Höhenland)[17]
- seit 2019: Karsten Eschner

Eschner wurde in der Bürgermeisterwahl am 26. Mai 2019 ohne Gegenkandidat mit 88,0 % der gültigen Stimmen gewählt. Am 9. Juni 2024 wurde er wiederum ohne Gegenkandidat mit 73,9 % der gültigen Stimmen in seinem Amt bestätigt.

## Sehenswürdigkeiten
In der Liste der Baudenkmale in Höhenland stehen die in der Denkmalliste des Landes Brandenburg eingetragenen Baudenkmale.

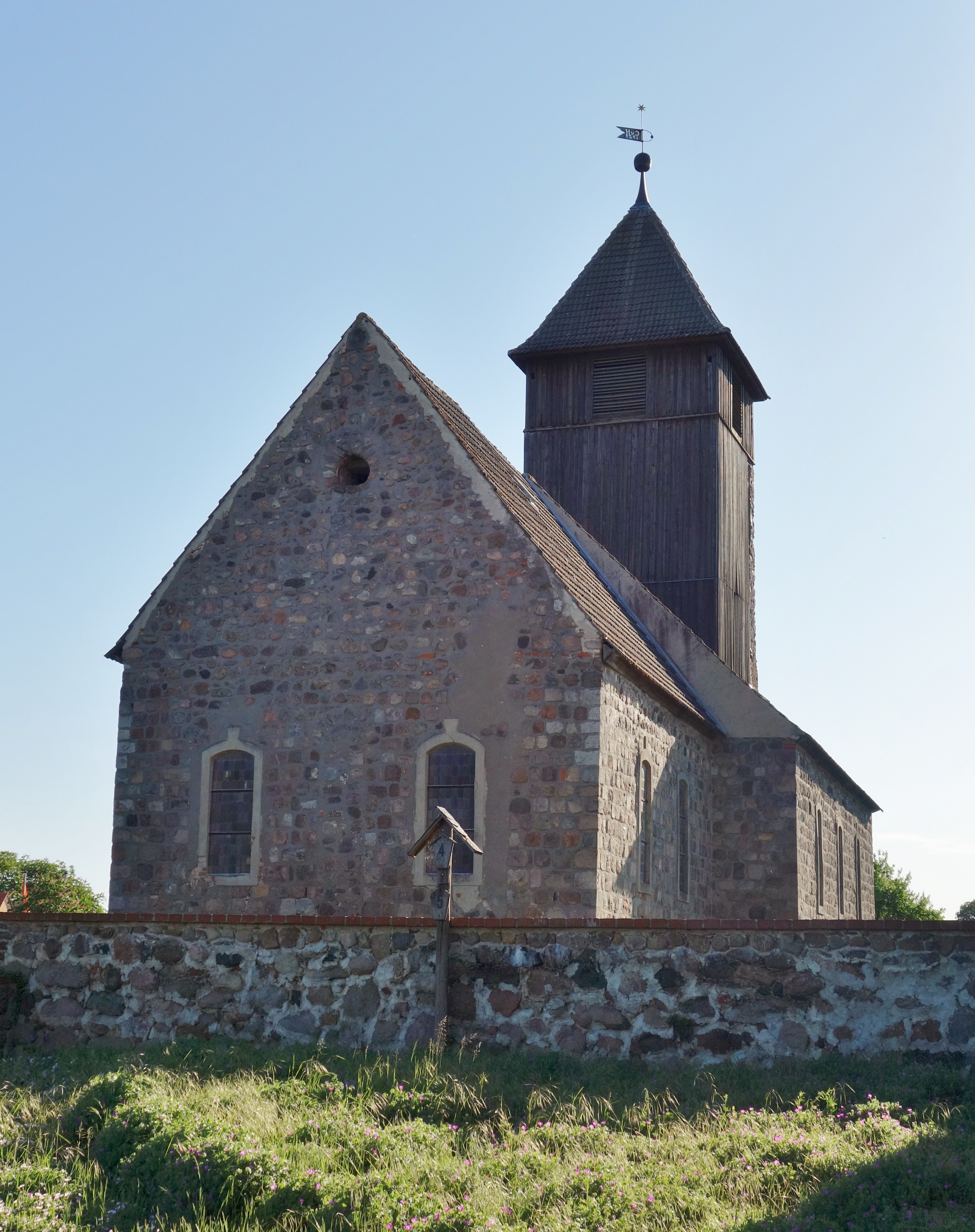
Dorfkirche Leuenberg
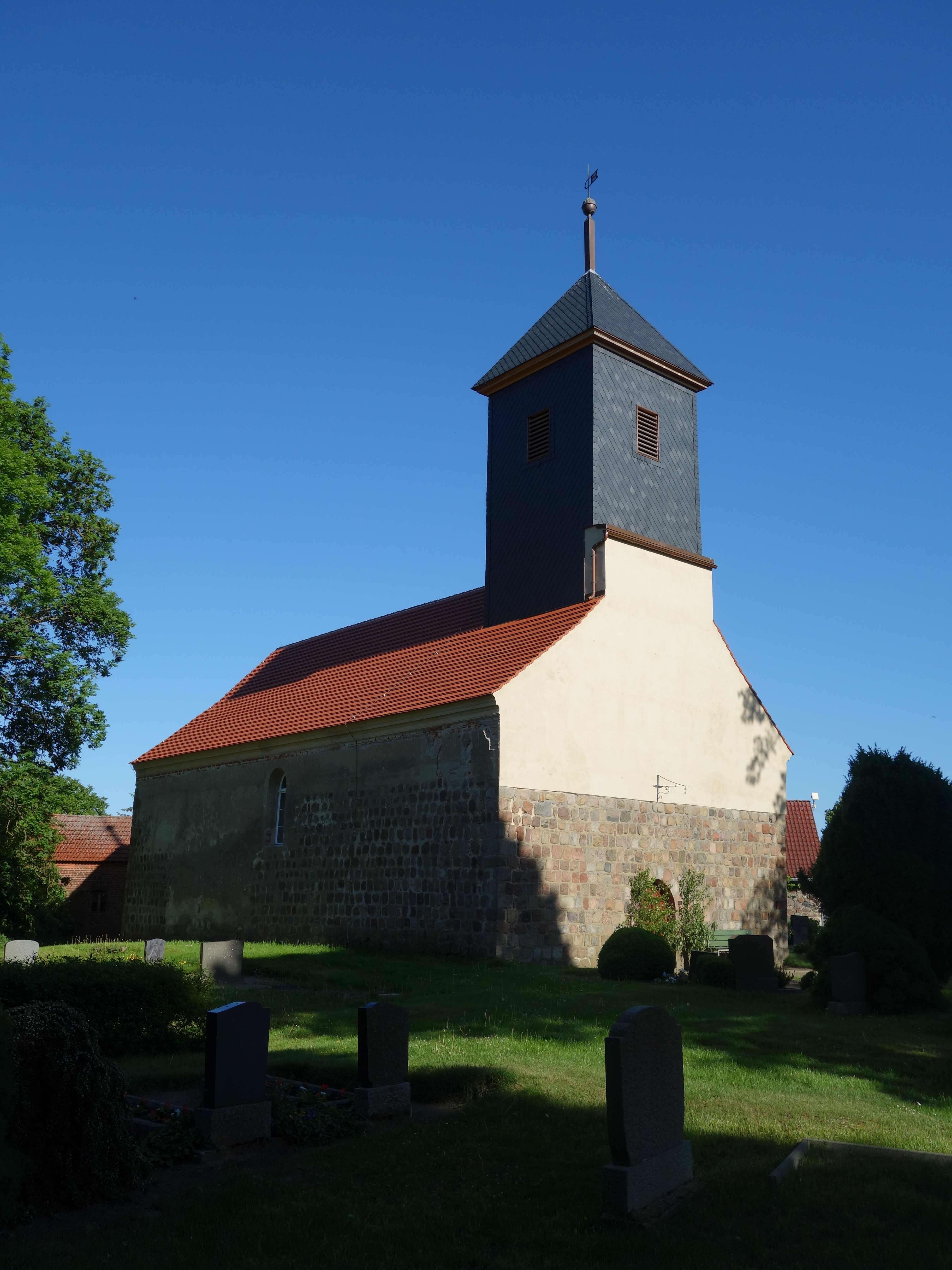
Dorfkirche Wollenberg
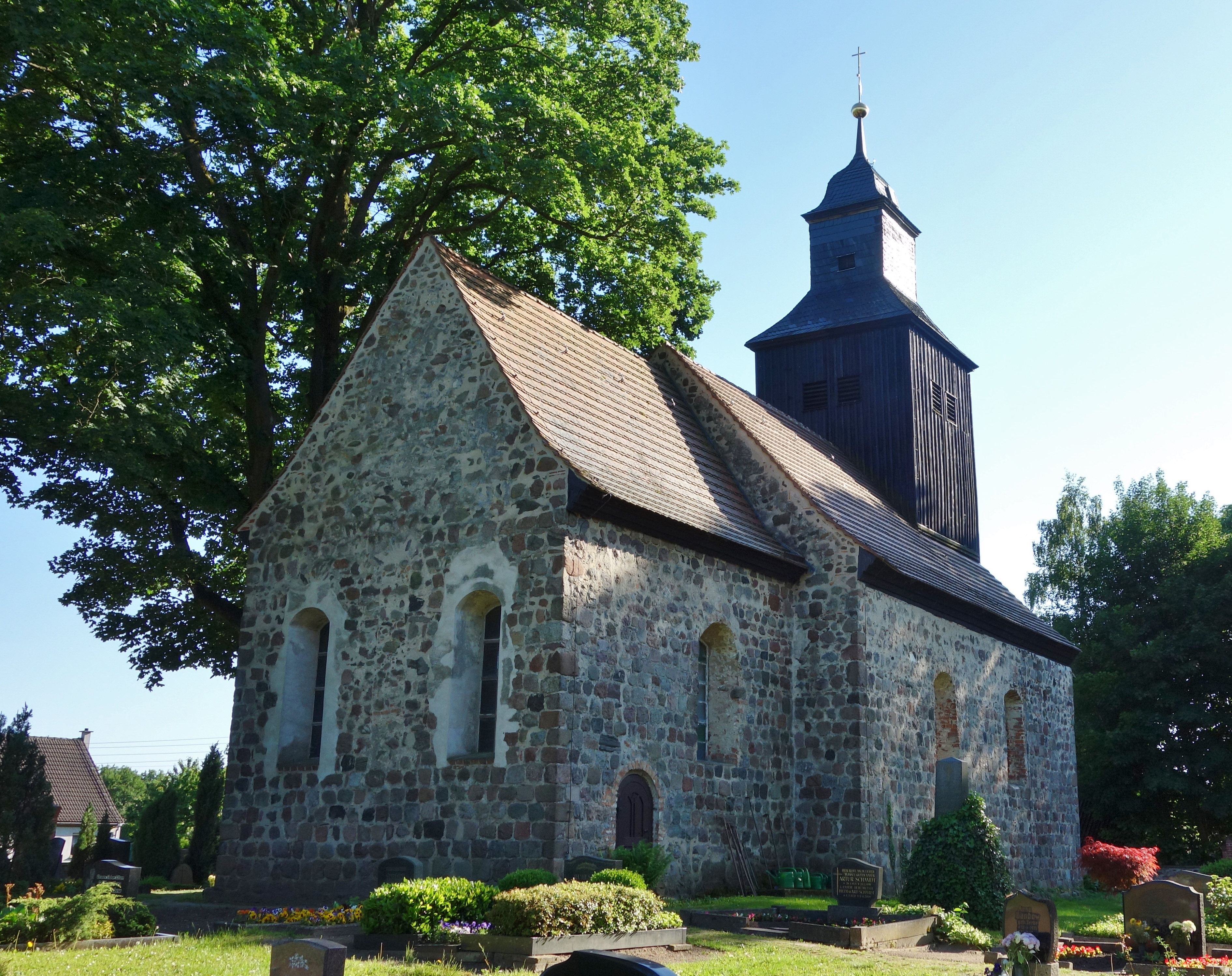
Dorfkirche Wölsickendorf
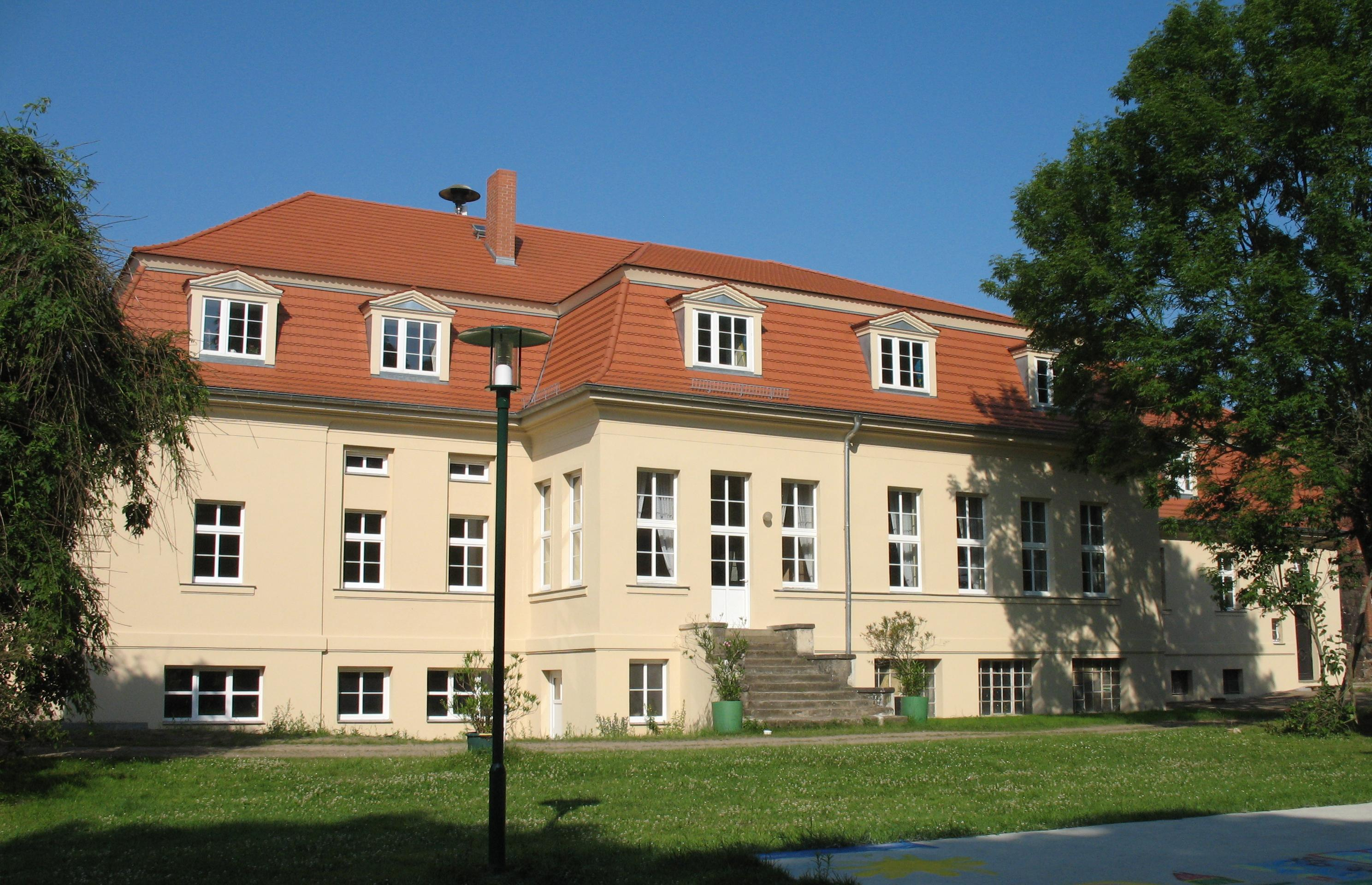
Gutshaus Wölsickendorf
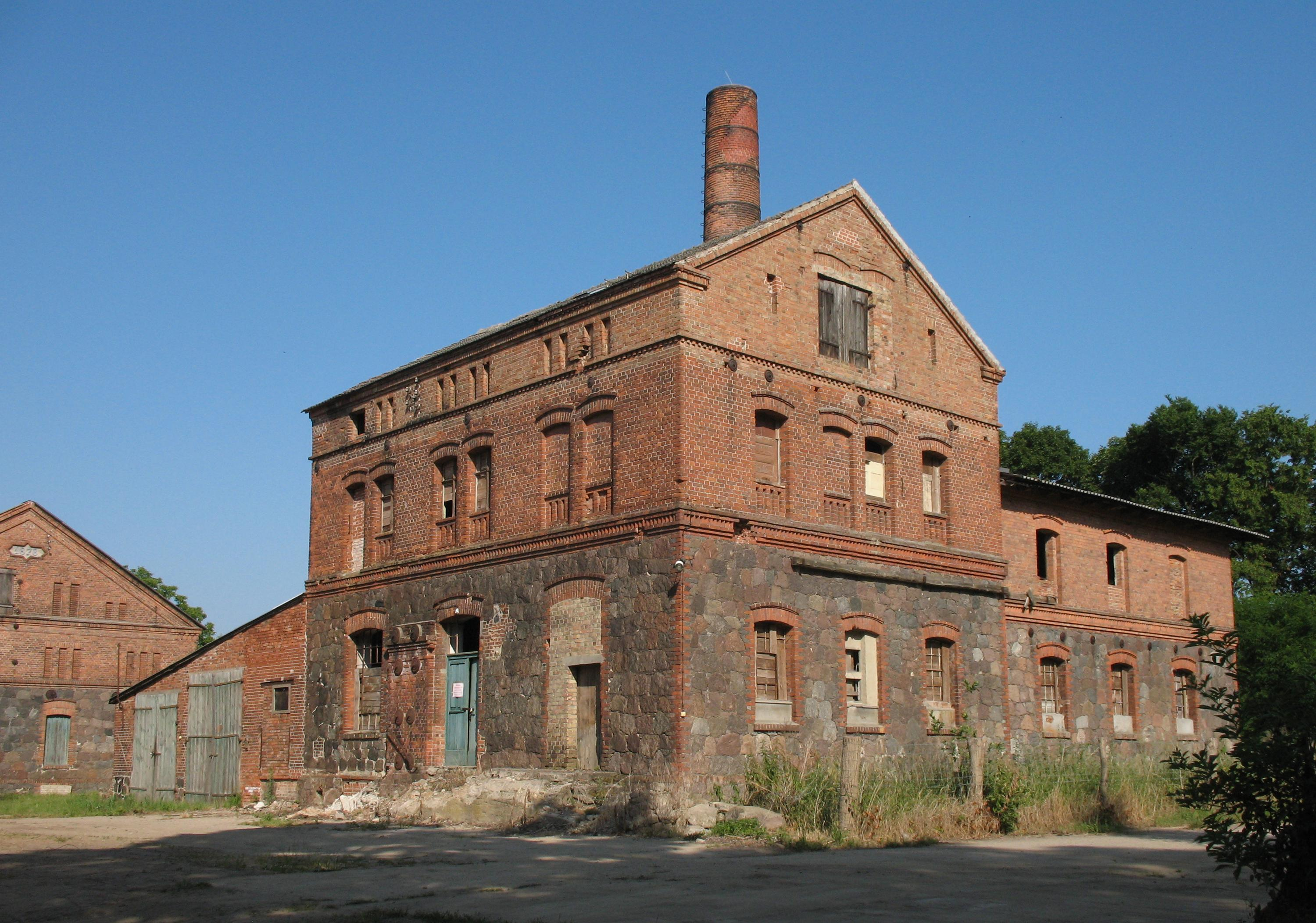
Ehemalige Brennerei Wölsickendorf
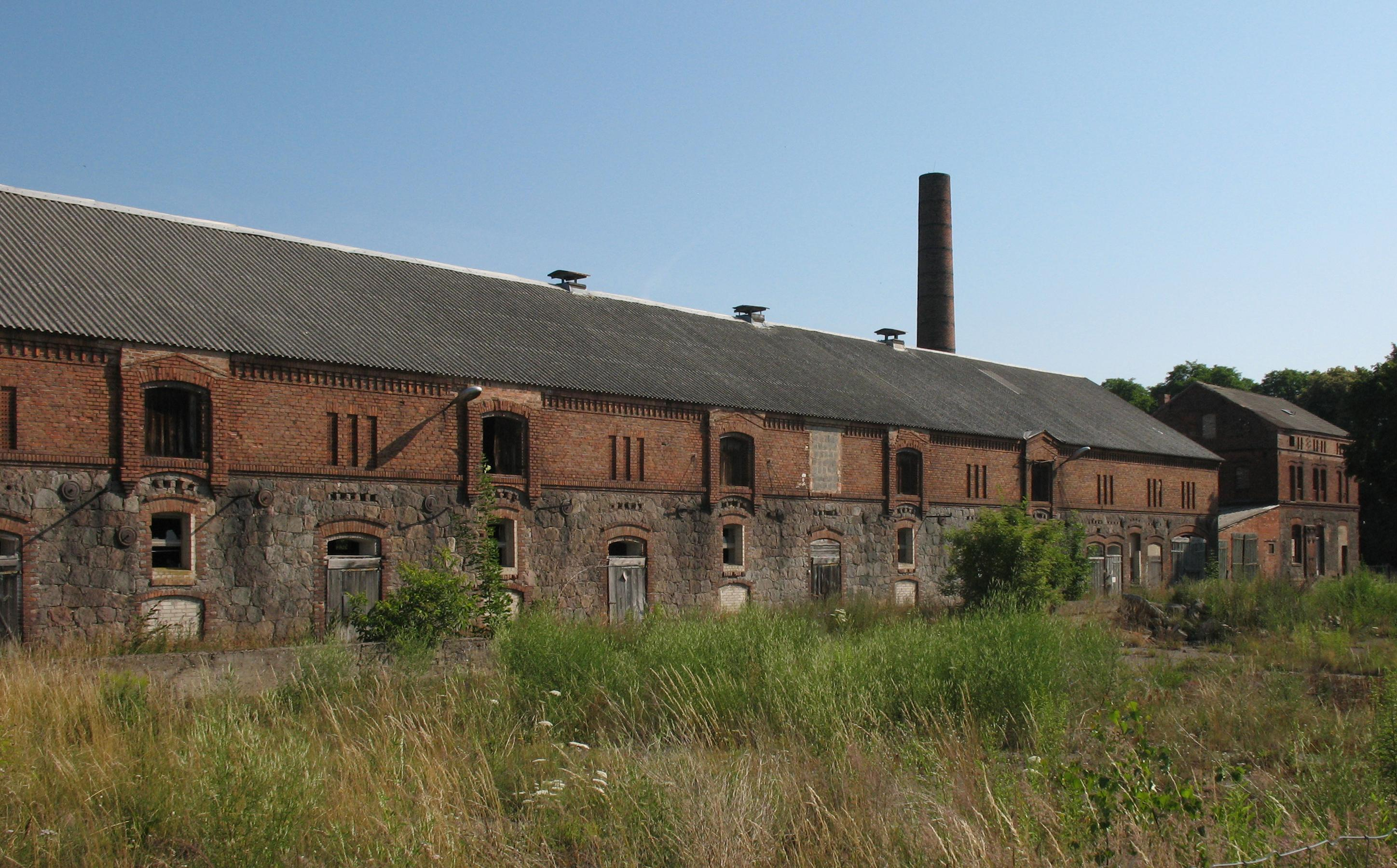
Gutshof Wölsickendorf

## Verkehr
Höhenland liegt an der Bundesstraße 158 zwischen Werneuchen und Bad Freienwalde sowie an der Landesstraße L 341 zwischen Heckelberg und Wriezen.

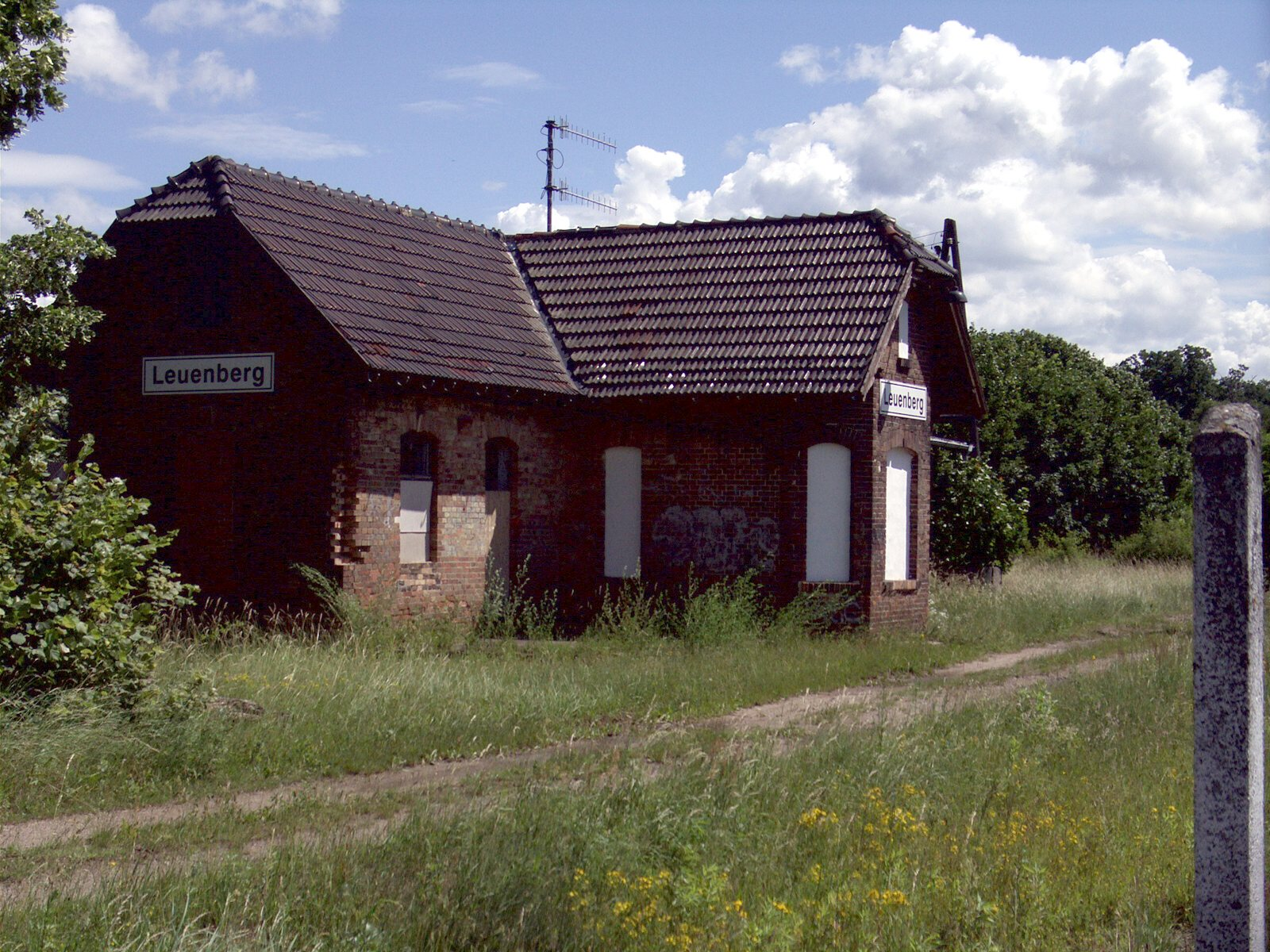
Bahnhof Leuenberg

In Leuenberg befindet sich ein Bahnhof, mit dem der Ort ab 1898 über die Wriezener Bahn mit Berlin, Wriezen sowie dem weiter entfernten Königsberg in der Neumark (heute: Chojna) verbunden war. Seit 1998 wird der Abschnitt zwischen Tiefensee und Wriezen, an dem Leuenberg liegt, nicht mehr bedient. Nach Berlin kommt man mit den Buslinien 887 und 882 der Barnimer Busgesellschaft, welche von Bad Freienwalde nach Werneuchen fahren, von Werneuchen aus fährt man dann weiter mit der Regionalbahnlinie RB25 bis nach Berlin-Ostkreuz.

## Persönlichkeiten
- Katja Paryla (1940–2013), Schauspielerin, lebte in Wölsickendorf